# День образования КНР

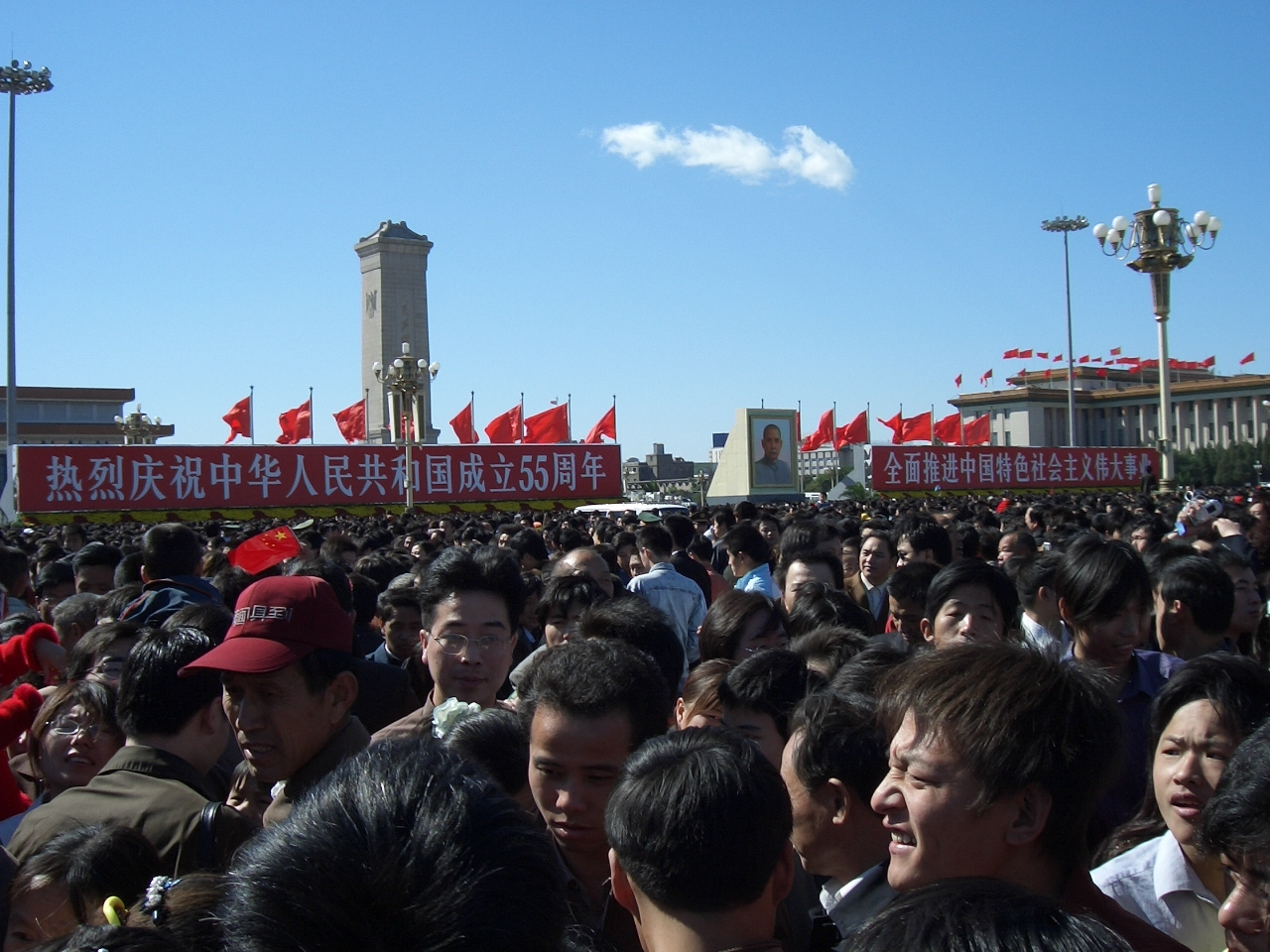
Народные гуляния на площади Тяньаньмэнь (2004 год)

День образования Китайской Народной Республики (кит. трад. 國慶節, упр. 国庆节, пиньинь guóqìng jié, палл. гоцин-цзе) — главный государственный праздник Китая, который отмечается каждый год 1 октября.
Образование КНР было провозглашено 1 октября 1949 года Мао Цзэдуном на митинге на площади Тяньаньмэнь в Пекине. 2 декабря центральное народное правительство издало постановление об объявлении 1 октября национальным праздником.

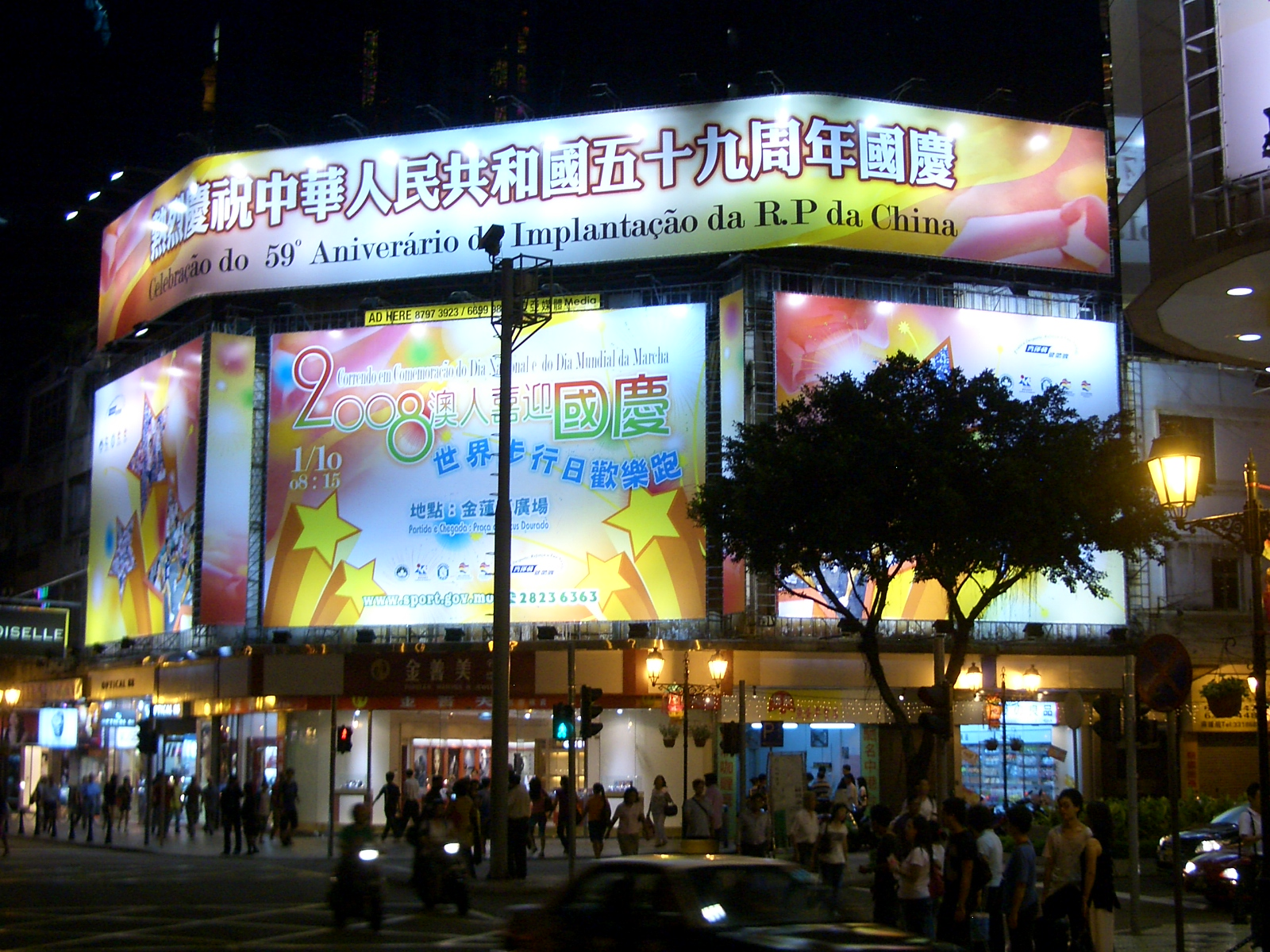
Праздничные плакаты в Макао в 2008 г. (где День образования КНР совпал с Международным днём ходьбы)

В 50-е годы непременной частью торжеств по случаю празднований являлись военные парады на площади Тяньаньмэнь. Однако после 1959 года руководство страны решило проводить смотры военной техники только по «круглым» датам. Проводившаяся в стране «культурная революция» и вовсе привела к полному отказу от военных парадов, однако в 1960-х в этот день проводились масштабные митинги и демонстрации. В следующей декаде до 1978 года их заменили торжества в парках. После этого года официальные торжества стали проводиться по «круглым» датам, а в другие даты — торжественные приемы. В 1984 году к 35-летию КНР традицию военных парадов по «круглым датам» возобновили. Последний такой парад состоялся в 2009 году, в ходе него были продемонстрированы новейшие образцы военной техники на вооружении Армии Китая.
С этого дня в Китае начинается одна из двух «Золотых недель», когда праздничные дни (1-3 октября) объединяются с выходными и образуют вместе нерабочую неделю, так было установлено в 1999 году для стимулирования путешествий. Эта мера оказалась эффективной, и туризм в этот день стал традицией у китайцев, а праздник — одним из любимейших для них. Улицы городов украшаются огромными композициями из живых цветов, на площадях проводятся народные гуляния, устраиваются фейерверки. На главной площади страны неизменно выставляется портрет Мао Цзэдуна и красные плакаты с приветственными словами.